# 沙鲁 (阿列省)
沙鲁（法語：Charroux，法語發音：[ʃaʁu]）是法国阿列省的一个市镇，位于该省南部，属于维希区。

## 地理
沙鲁（46°11'6"N, 3°9'41"E）面积10.43 平方千米，位于法国奥弗涅-罗讷-阿尔卑斯大区阿列省，该省份为法国中部省份，北起涅夫勒省、西北接谢尔省，西南至克勒兹省，南至多姆山省，东南临卢瓦尔省，东临索恩-卢瓦尔省。
与沙鲁接壤的市镇（或旧市镇、城区）包括：让扎、纳沃、圣博内德罗什福尔、圣日耳曼德萨勒、塔克萨瑟纳、阿列省于塞勒。

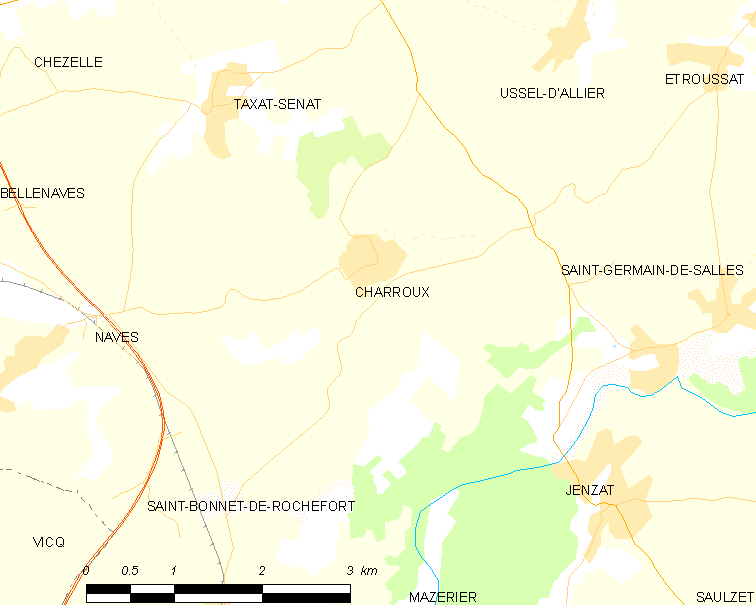
的OSM定位图

沙鲁的时区为UTC+01:00、UTC+02:00（夏令时）。

## 行政
沙鲁的邮政编码为03140，INSEE市镇编码为03062。

## 政治
沙鲁所属的省级选区为加纳县。

## 人口

1962-2008年间人口变化图示

沙鲁于2022年1月1日时的人口数量为340人。